# Czekając na wieczność
Czekając na wieczność (ang. Waiting for Forever) – amerykański film romantyczny z 2010 roku.

## Opis fabuły
Emma i Will w dzieciństwie byli najlepszymi przyjaciółmi. W pewnym momencie ich drogi się rozchodzą. Po wielu latach dziewczyna jest zmuszona powrócić do rodzinnej miejscowości, gdyż jej ojciec jest ciężko chory. Will również postanawia powrócić, by wyznać dziewczynie miłość.

## Obsada
- Rachel Bilson jako Emma Twist
- Tom Sturridge jako Will Donner
- Richard Jenkins jako Richard Twist
- Blythe Danner jako Miranda Twist
- Matthew Davis jako Aaron
- Scott Mechlowicz jako Jim Donner
- Jaime King jako Susan Donner
- Nikki Blonsky jako Dolores
- Nelson Franklin jako Joe
- Richard Gant jako Albert